# Conus elokismenos
Conus elokismenos is een in de zee levende zeeslakkensoort uit het geslacht Conus. De slak behoort tot de familie Conidae. Conus elokismenos werd in 1975 beschreven door Kilburn. Net zoals alle soorten binnen het geslacht Conus zijn deze slakken roofzuchtig en giftig. Zij bezitten een harpoenachtige structuur waarmee ze hun prooi kunnen steken en verlammen.